# قانون السلطان محمد الفاتح

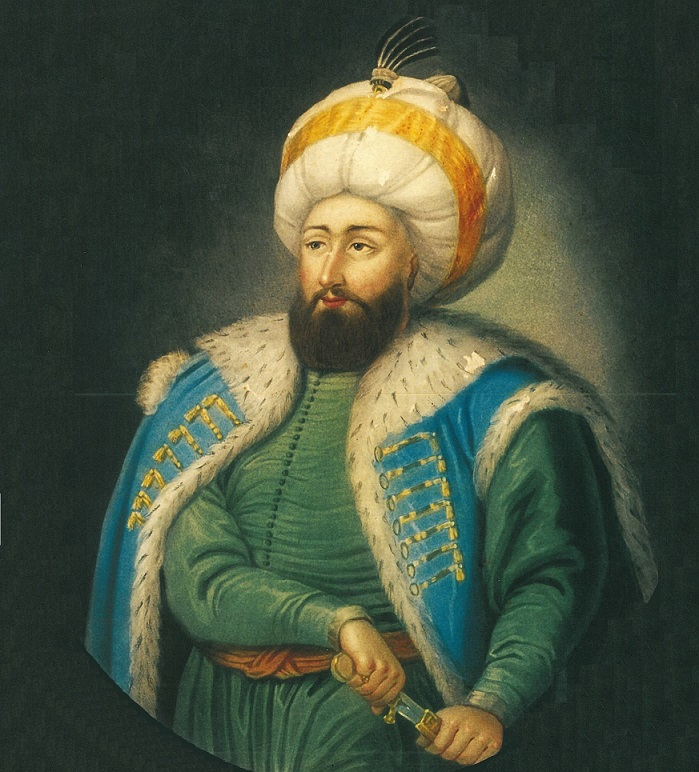
صورة تصور السلطان محمد الفاتح

القانون الأساسي الذي ينظم هيكل الدولة العثمانية وآلية عمل مؤسساتها. سُمّي هذا القانون بـ"قانون الفاتح" نسبة إلى السلطان محمد الثاني.
نُشر القانون لأول مرة في تركيا على يد محمد عارف بك كمُلحق في مجلة التاريخ العثماني، بالاعتماد على مخطوطة محفوظة في المكتبة الوطنية النمساوية. ويُعتقد أن هذا النشر قد يكون مفبركًا بالكامل أو أن أجزاءً أُضيفت إليه لاحقًا. ورغم الانتقادات التي تشكك في نسب القانون إلى السلطان محمد الثاني، فإن الإشارات الواردة في سجلات الحقبة العثمانية، واكتشاف نسخة جديدة منه، تدعمان الرأي القائل بأنه وُضع في أواخر عهد السلطان، تحديدًا خلال فترة صدارة كرماني محمد باشا.
أصدر السلطان محمد الفاتح قوانين جديدة نتيجة الحاجة إلى تنظيمات إدارية، وأعاد ترتيب العديد من المسائل المتعلقة بالإقطاعات. وكان أول إجراء له في هذا السياق هو تسجيل أسماء الفرسان في سجلات الإقطاعات بالعاصمة، بالإضافة إلى نسخ من عائدات الإقطاعات وفرماناتها في تلك السجلات.
يتكوّن قانون الفاتح من ثلاثة أقسام:
- القسم الأول يتناول مراتب كبار رجال الدولة، ومن يحق لهم تقديم الطلبات إلى السلطان، بالإضافة إلى مراتب القضاة.
- القسم الثاني يختص بتنظيم شؤون السلطنة، كتنظيم الديوان، والغرفة الخاصة، ومراسم الاحتفالات وخدمة القصر.
- أما القسم الثالث، فيتناول الجرائم وعقوباتها، ودخل أصحاب المناصب، والضرائب السنوية المفروضة على الدول غير المسلمة، إلى جانب أمثلة على ألقاب موظفي الدولة وأفراد الأسرة الحاكمة.
المادة المتعلقة بقتل الإخوة من أجل نظام الدولة في قانون الفاتح:

"وأيٌّ من أبنائي يتولى السلطنة، فمن المناسب قتل إخوته من أجل نظام العالم. وقد أجاز معظم العلماء ذلك، فليُعمل بهذا الأمر".

كما نظم هذا القانون إدارة المدارس، ومناهجها، وبنيتها الأكاديمية، ووضع المبادئ المتعلقة باختيار أعضاء هيئة التدريس، وتحديد رواتبهم. ويُعد هذا الفرمان أول تشريع للتعليم العالي في تاريخ تركيا.

## مصدر
خاص
1. الأستاذ المشارك الدكتور جوشكون أوجوك. الإقطاعات في تنظيم الدولة العثمانية، الجزء الرابع: من الناحية المالية. الصفحة 89. تم أرشفة هذا النص في موقع Wayback Machine بتاريخ 2 مارس 2011.
2. علي رضا إردم. مكانة جامعاتنا في تاريخنا العلمي. مجلة العلم، التعليم والفكر، يناير 2005، المجلد 5، العدد 1، صفحة (صفحات). تم أرشفة هذا النص في موقع Wayback Machine بتاريخ 13 يونيو 2008.

عام
- أوزجان، عبد القادر (2017)، قانون أجدادي، إسطنبول: Kronik Kitap، ISBN:9789752430129
- قتل الأخوة وقانون محمد الفاتح
- حقيقة "قتل الأخوة" من أجل العرش بالتاريخ العثماني